# 박철희 (문학평론가)
박철희(朴喆熙, 1937년~)는 대한민국의 국문학자, 문학평론가이다. 1937년 제주에서 태어났다. 서울대학교 국문과를 졸업하고 1961년 조선일보 신춘문예에 당선되었다. 현대문학상, 서울문화예술평론상, 제주도문화상과 조연현문학상 등을 수상했다. 영남대학교와 서강대학교에서 교수로 재직했으며 현재 서강대학교 명예교수로 있다. 저서로 《한국시사연구》, 《한국 근대시사 연구》, 《서정과 인식》, 《문학연구 입문》 등이 있다.